# Portugiesisch-südkoreanische Beziehungen
Die portugiesisch-südkoreanischen Beziehungen beschreiben das zwischenstaatliche Verhältnis zwischen Portugal und Südkorea. Die Länder unterhalten seit 1961 direkte diplomatischen Beziehungen.
Die Beziehungen werden vom bilateralen Handel, aber auch von kulturellem Austausch und dem zunehmenden südkoreanischen Tourismus in Portugal bestimmt. Zudem teilt Portugal die Sorgen Südkoreas um die Bedrohung durch das Nordkoreanische Kernwaffenprogramm und gehört zu den Ländern, die dieses verurteilen.
Im Jahr 2015 waren 182 Bürger Südkoreas in Portugal gemeldet, davon mit 113 die meisten in der Hauptstadt Lissabon. 2014 waren 224 portugiesische Staatsbürger in den Konsulaten Portugals in Südkorea registriert.
Es bestehen mindestens zwei bilaterale Städtepartnerschaften, zwischen Alcochete und Waudo und zwischen Vila do Bispo und Tongyeong.

## Geschichte

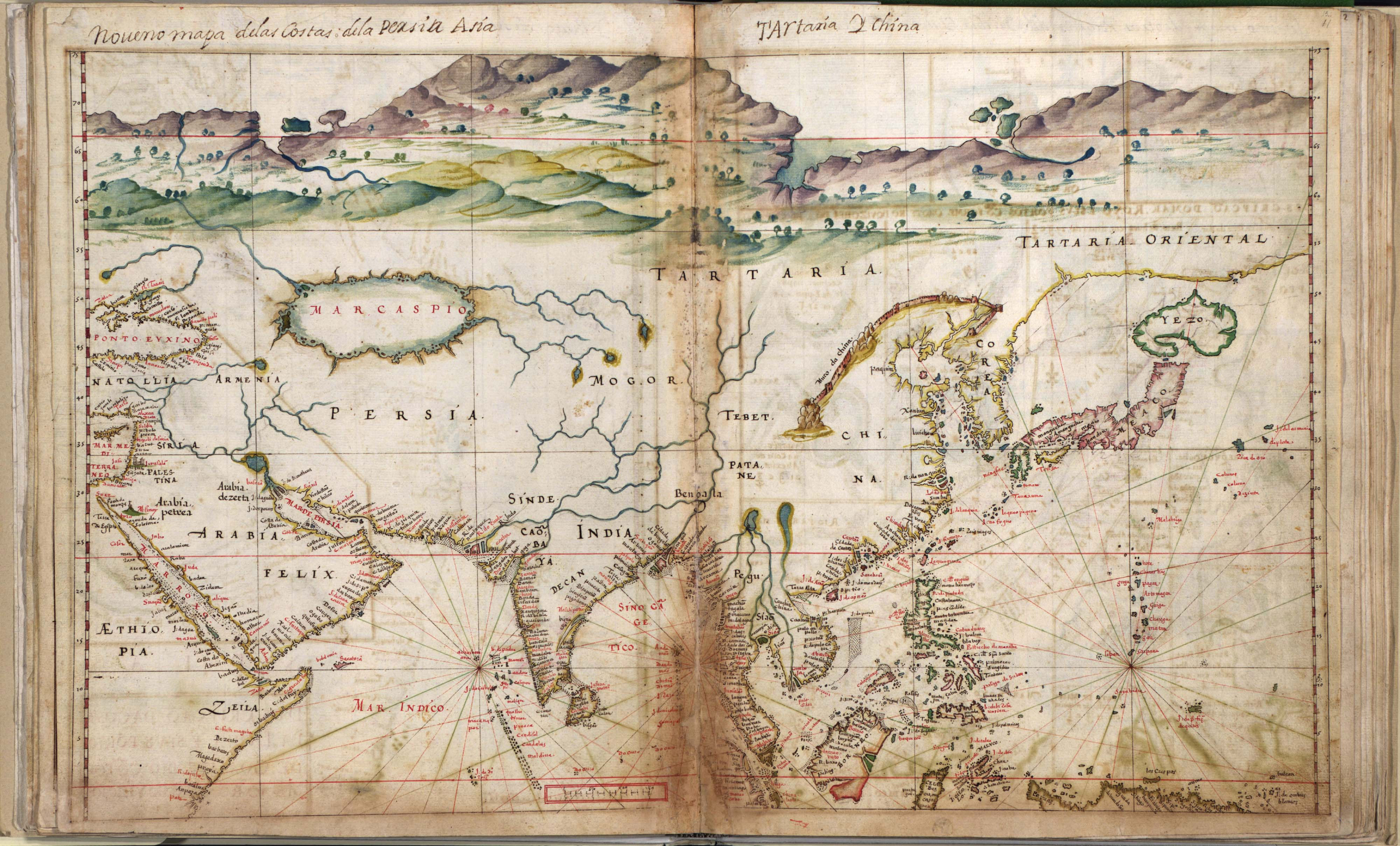
Portugiesische Asien-Karte von 1630

Vermutlich waren portugiesische Seefahrer die ersten Europäer, die nach Korea reisten. Der portugiesische Händler João Mendes ging 1604 in Tongyeong an Land und gilt seither als erster Portugiese in Korea. Die Städtepartnerschaft zwischen Tongyeong und Vila do Bispo geht auf diese historische Begebenheit zurück.
Zuvor hatte der portugiesische Missionar Luís Fróis bereits in seiner Geschichte Japans (1549–1578) Korea zehn Kapitel gewidmet. Auch bei anderen portugiesischen Autoren und Kartografen finden sich frühe Bezüge zu Korea, darunter bei Tomé Pires, Fernão Mendes Pinto, Fernão Vaz Dourado und Gaspar de Vilela. Dank der portugiesischen Seefahrer und Missionare gelangten somit die ersten umfassenden Informationen über Existenz und Beschaffenheit Koreas in den Westen.
Danach konzentrierte sich die portugiesische Aufmerksamkeit auf China und Japan, während Korea als Königreich Joseon unter die Herrschaft der Mandschu kam und sich bis zum Ende des 19. Jahrhunderts konsequent vom Ausland abschottete. Danach bestimmte der Einfluss Japans die Politik Koreas, das von 1910 bis 1945 japanische Kolonie wurde.
1948 gründeten sich die südkoreanische Republik Korea und die nordkoreanische Demokratische Volksrepublik Korea. Der folgende Koreakrieg (1950–1953) besiegelte die Teilung. Das antikommunistische Estado Novo-Regime in Portugal unterhielt zunächst keine offiziellen Beziehungen zur Koreanischen Halbinsel, bis es 1961 erste diplomatischen Verbindungen mit Südkorea vereinbarte, ohne jedoch einen Botschafter zu entsenden.
Eine Änderung trat nach dem Ende der portugiesischen Diktatur mit der Nelkenrevolution 1974 ein. Im Juni 1975 eröffnete Südkorea seine Botschaft in Lissabon, am 14. Mai 1977 akkreditierte sich mit Pedro Martim Madeira de Andrade, Portugals Botschafter in Japan, erstmals ein portugiesischer Diplomat in Seoul. 1988 eröffnete Portugal eine eigene Botschaft in Seoul.
1984 bereiste Portugals Premierminister Mário Soares Südkorea, 1987 kam Südkoreas Premier Roh Shin-yeong nach Portugal. Seither erfolgten eine Vielzahl Staatsbesuche. Zuletzt besuchte Portugals Präsident Aníbal Cavaco Silva Südkorea im Jahr 2014.
Der portugiesische Außenminister Augusto Santos Silva schloss sich im Januar 2016 den internationalen Protesten gegen die nordkoreanischen Atomtests an. Er zeigte sich sehr besorgt über die nordkoreanische Bedrohung des internationalen Friedens und der Sicherheit Südkoreas, und er erwartete deutliche Schritte der Vereinten Nationen.

## Diplomatie
Portugal unterhält seine Botschaft in der südkoreanischen Hauptstadt Seoul, deren Amtsbezirk auch Nordkorea umfasst. Zudem besteht ein portugiesisches Honorarkonsulat in Busan.
Südkorea hat in der portugiesischen Hauptstadt Lissabon seine Vertretung, in der Avenida Miguel Bombarda Nummer 36, in der ehemaligen Stadtgemeinde Nossa Senhora de Fátima. Daneben ist in Porto ein südkoreanisches Konsulat eingerichtet.

## Wirtschaft

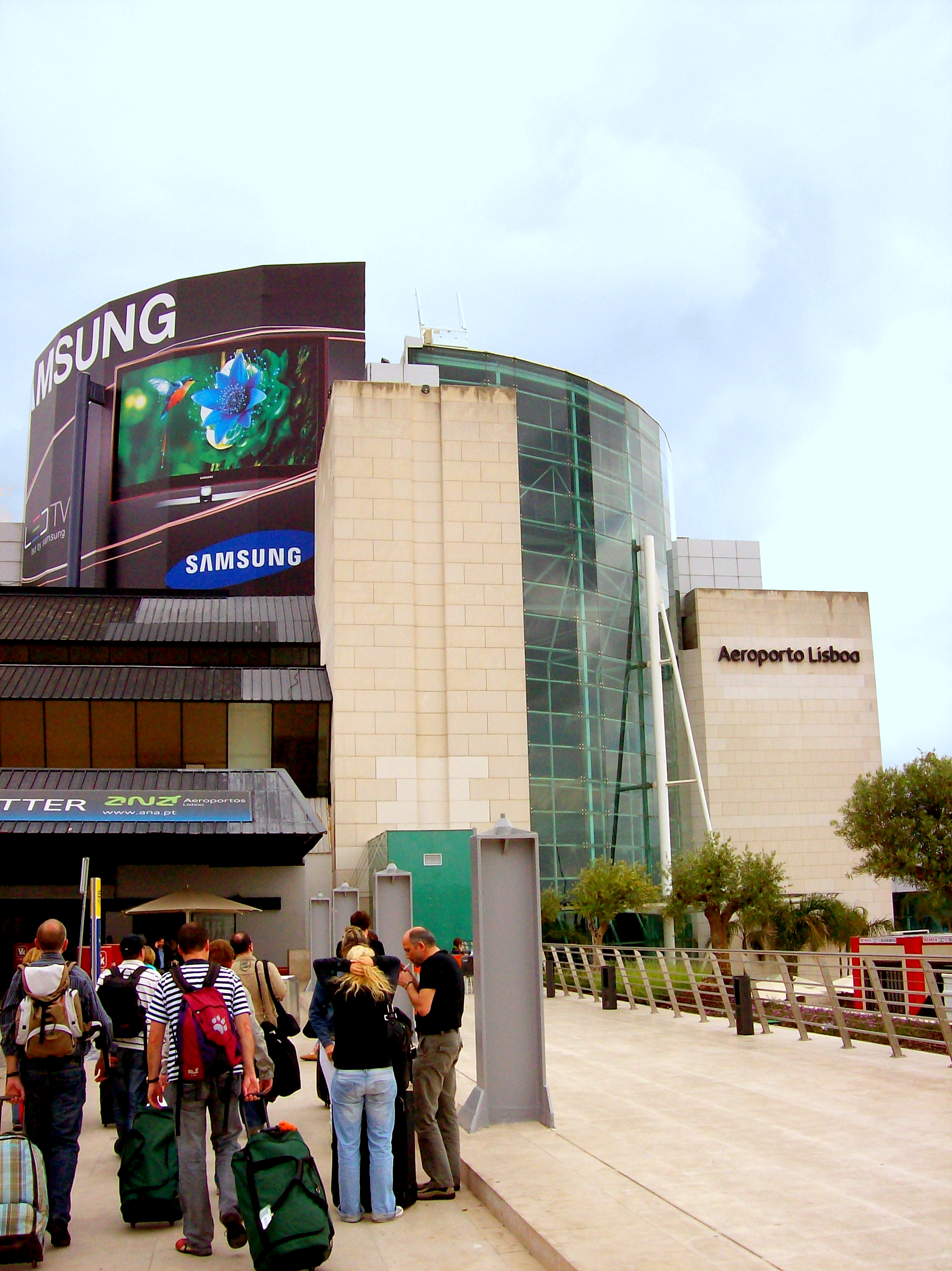
Samsung-Werbung am Flughafen Lissabon: seit 1982 unterhält Samsung in Portugal eine Niederlassung

Die portugiesische Außenhandelskammer AICEP unterhält eine Niederlassung in Seoul.
Einige südkoreanische Unternehmen sind in Portugal vertreten, darunter der Samsung-Konzern (seit 1982), der Klimaanlagenhersteller und Autozulieferer Halla Climate (seit 1996) und der Elektronikkonzern LG Group (seit 2000).
Bilateraler Handel
Im Jahr 2016 exportierte Portugal Waren und Dienstleistungen im Wert von 130,4 Mio. Euro nach Südkorea (2015: 115,2 Mio.; 2014: 80,0 Mio.; 2013: 122,0 Mio.; 2012: 112,3 Mio.), mit Anteilen bei den Waren von 39,6 % für Kunststoffe, 16,3 % für Maschinen und Geräte, 5,6 % für Metalle, 5,5 % für Erze und Minerale und 4,4 % für chemisch-pharmazeutische Produkte.
Im gleichen Zeitraum lieferte Südkorea Waren und Dienstleistungen im Wert von 310,4 Mio. Euro an Portugal (2015: 303,8 Mio.; 2014: 267,3 Mio.; 2013: 226,1 Mio.; 2012: 172,9 Mio.). Bei den Waren entfielen dabei 32,6 % auf Kunststoffe, 27,1 % auf Maschinen und Geräte, 14,0 % auf Metalle, 12,2 % auf Fahrzeuge und Fahrzeugteile und 5,1 % auf chemisch-pharmazeutische Produkte.
Damit stand Südkorea für den portugiesischen Waren-Außenhandel an 45. Stelle als Abnehmer und an 22. Stelle als Lieferant. Im südkoreanischen Waren-Außenhandel rangierte Portugal an 73. Stelle unter den Abnehmern und an 68. Stelle unter den Lieferanten.
Tourismus
Mit Übernachtungsausgaben von 12,5 Mio. Euro im Jahr 2016 (2015: 9,6 Mio.; 2014: 5,4 Mio.; 2013: 4,8 Mio.; 2012: 5,3 Mio.) standen südkoreanische Touristen für 0,1 % des portugiesischen Fremdenverkehrs.
Der koreanische Markt zählt zu den Zukunftsmärkten für den Tourismus Portugals. Auch auf Grund der im internationalen Vergleich hohen Pro-Kopf-Ausgaben für Reisen sollen südkoreanische Besucher verstärkt beworben werden.

## Kultur
Das portugiesische Kulturinstitut Instituto Camões ist in Südkorea präsent, insbesondere mit einem Sprachzentrum und mit einem Lektorat an der Hankuk Universität für Fremdsprachen in Seoul.
Die portugiesische Musikgruppe Madredeus, die 1989 auch in der nordkoreanischen Hauptstadt Pjöngjang auftrat, gab auch Gastspiele in Südkorea. Zu den weiteren portugiesischen Künstlern, die hier zu Gast waren, gehören eine Reihe Fado-Sänger, darunter Mariza und Kátia Guerreiro. Aus Korea kam 2011 das Volkstanzensemble Kotti and Choi Sun Dance nach Portugal, wo es beim 26. Internationalen Folklorefestival in Monção auftrat.
Anlässlich des 50. Jahrestags der diplomatischen Beziehungen zwischen Portugal und Südkorea gab es 2011 verschiedene Veranstaltungen, darunter die Woche des Südkoreanische Films in der Cinemateca Portuguesa und eine Ausstellung Koo Jeong As vom 15. April bis 3. Juli 2011 im renommierten Museu Calouste Gulbenkian. Auch einige Bücher wurden 2011 im jeweils anderen Land veröffentlicht, darunter Gonçalo M. Tavares Jerusalém (dt. Titel: Die Versehrten) und Sin Kyong-suks Por favor cuida da mamã (dt. Titel: Als Mutter verschwand).

## Sport

### Fußball

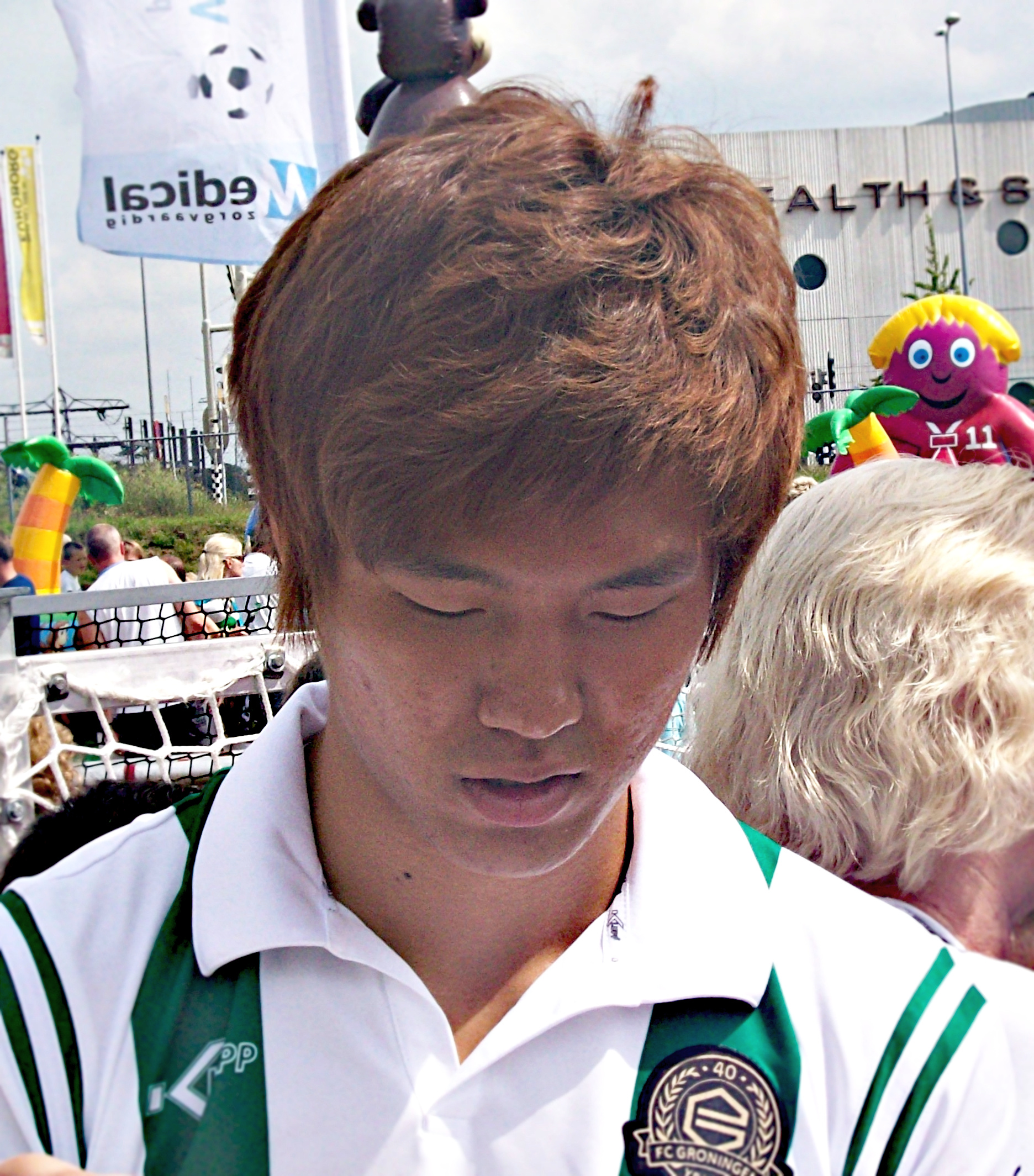
Hyun Jun Suk, einer der vergleichsweise wenigen südkoreanischen Spieler in Portugal

Die Südkoreanische Fußballnationalmannschaft und die Portugiesische Nationalelf sind bisher einmal aufeinander getroffen (Stand Februar 2017). Bei der WM 2002 unterlag die portugiesische Auswahl am 14. Juni 2002 im südkoreanischen Incheon den Gastgebern mit 1:0.
Fußballer sind vergleichsweise selten im jeweils anderen Land aktiv, etwa Suk Hyun-jun, der in mehreren portugiesischen Klubs spielte, darunter auch der FC Porto. Shin Il-su, der 2017 beim Varzim SC unter Vertrag war, und Jung Ji-soo, der 2011 für Atlético SC Reguengos auflief, sind weitere Beispiele. Park Jun-heong ging 2014 nach Portugal, wo er bis 2017 für mehrere Vereine spielte.
Der portugiesische Trainer Nelo Vingada wurde 2010 mit dem FC Seoul Landesmeister.
Die Portugiesische Frauenauswahl und die Südkoreanische Frauen-Nationalelf haben bisher noch nicht gegeneinander gespielt (Stand März 2017).

### Taekwondo
Seit 1974 wird in Portugal der koreanische Kampfsport Taekwondo betrieben, heute in etwa 140 Taekwondo-Schulen im ganzen Land. Die Federação Portuguesa de Taekwondo ist der verantwortliche Dachverband in Portugal.
Bei den Taekwondo-Weltmeisterschaften 2011 im südkoreanischen Gyeongju gewann Rui Bragança eine Silbermedaille.

### Handball
2022 wurde der Portugiese Rolando Freitas der erste ausländische Trainer der südkoreanischen Männer-Handballnationalmannschaft.